# Daniel Svensson
Daniel Svensson bubnjar je grupe In Flames i Sacrilege GBG. Prije In Flamesa bio je bubnjar i vokalist Sacrilegea, a u In Flames došao je 1998. da popuni poziciju bubnjara nakon što se Björn Gelotte premjestio s pozicije bubnjara na poziciju gitarista. Ponovno se pridružio Sacrilege GBG-u 2006.

## Oprema
Tama Starclassic Maple
- 16"x22" Bas Bubanj
- 16"x22" Bas Bubanj
- 5.5"x14" Doboš
- 10"x10" Tam Tam
- 10"x12" Tam Tam
- 14"x14" Floor Tam
- 16"x16" Floor Tam

Tama oprema:
- Iron Cobra Power Glide Double Pedal (Dupla pedala)
- Iron Cobra Lever Glide Hi-Hat Stand (Držak za fuš)
- 1st Chair Ergo-Rider Drum Throne (Rampa)

Činele:
- 12“ Mb20 Rock Splash
- 14“ Mb20 Heavy Soundwave Hihat
- 16“ Mb20 Heavy Crash
- 10“ Mb20 Rock Splash
- 18“ Mb20 Heavy Crash
- 22“ Mb20 Heavy Bell Ride
- 18“ Mb20 Rock China
- 18“ Mb20 Heavy Crash
- 16“ Mb20 Heavy Crash

Pro-Mark palice

## Diskografija
| Sastav        | Pušteno u prodaju | Naslov                      | Izdavač           |
| Sacrilege     | 1995.             | To Where Light Can't Reach  |                   |
| Sacrilege     | 1995.             | ...And Autumn Failed        |                   |
| Sacrilege     | 1996.             | Lost In The Beauty You Slay | Black Sun Records |
| Sacrilege     | 1997.             | The Fifth Season            | Black Sun Records |
| In Flames     | 1999.             | Colony                      | Nuclear Blast     |
| In Flames     | 2000.             | Clayman                     | Nuclear Blast     |
| In Flames     | 2001.             | The Tokyo Showdown          | Nuclear Blast     |
| In Flames     | 2002.             | Reroute To Remain           | Nuclear Blast     |
| In Flames     | 2003.             | Trigger (EP)                | Nuclear Blast     |
| In Flames     | 2004.             | Soundtrack To Your Escape   | Nuclear Blast     |
| In Flames     | 2006.             | Come Clarity                | Nuclear Blast     |
| Sacrilege GBG | 2007.             | A Matter Of Dark            |                   |

## Vanjske poveznice
- In Flames